# قروزا
قروزا (به لاتین: Kroza) یک منطقهٔ مسکونی در گرجستان است که در ناحیه تسخینوالی واقع شده‌است.